# Sven Nilsson (Naturforscher)

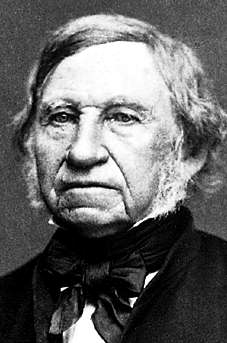
Sven Nilsson

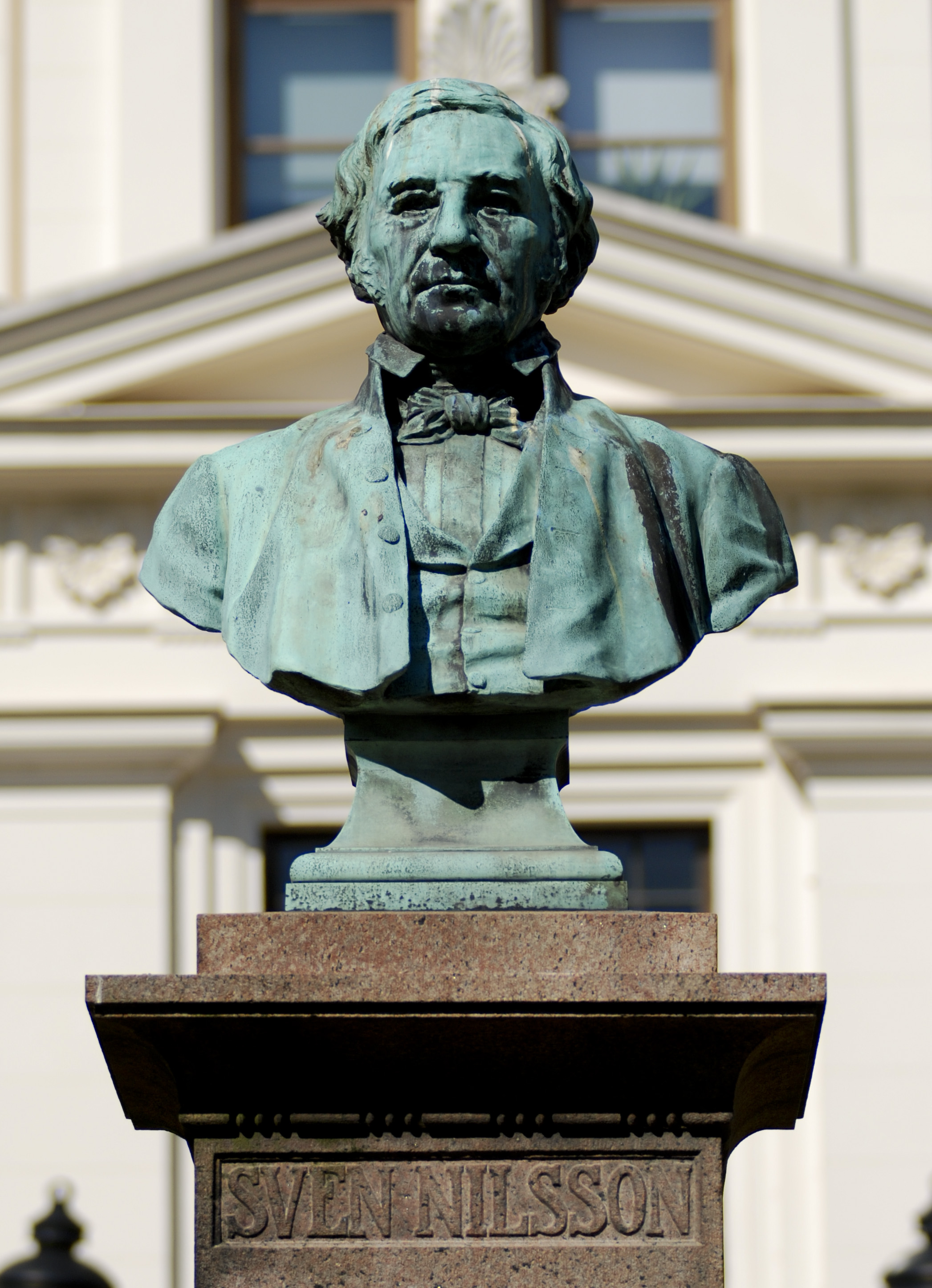
Büste Nilssons im Lundagård in Lund

Sven Nilsson (* 8. März 1787 auf Hof Alfastorp bei Landskrona; † 30. November 1883 in Lund) war ein schwedischer Naturforscher.

## Leben
Nilsson studierte ab 1806 an der Universität Lund und schloss 1811 mit dem fil. mag. ab. 1812 wurde er mit der Arbeit De variis mammalia disponendi modis zum Lehrer der Naturgeschichte ernannt. 1819 wurde er Intendant des zoologischen Museums in Lund, untersuchte die Fischereien in Bohuslän und Norwegen, übernahm 1828 die Aufsicht über das zoologische Museum in Stockholm, kehrte aber 1832 als Professor der Zoologie und Direktor des Museums nach Lund zurück. 1838 erhielt er das Pastorat in der Församling Nöbbelöf (heute Nöbbelöv in der Gemeinde Skurup) als Präbende.
Einen Teil seiner Forschung widmete Nilsson der Ichthyologie, zu der er drei Werke veröffentlichte. 1838–1843 schrieb er das auch ins Deutsche und Englische übersetzte Skandinaviska Nordens urinvånare, das als grundlegendes Werk zur altnordischen Archäologie gilt.
Bereits 1821 wurde Nilsson Mitglied der Königlich Schwedischen Akademie der Wissenschaften, 1841 der Kungliga Vitterhets Historie och Antikvitets Akademien. Im Jahr 1822 wurde er zum Mitglied der Leopoldina gewählt. Auch verschiedenen ausländischen Gesellschaften gehörte er an. 1845 bis 1846 war er Rektor der Universität Lund und lebte ab 1856 als Emeritus in Stockholm.

## Werke
- De variis mammalia disponendi modis (1812)
- Ornithologia suecica (1817–1821)
- Collectanea Zoologiae Scandinavicae (1817) - urn:nbn:de:gbv:9-g-4886483
- Prodromus ichthyologiae scandinavicae (1832)
- Observationes ichthyologicae (1835)
- Skandinavisk fauna (1820–1853)
- Historia molluscorum Sueciae (1823)
- Petrificata suecana (1827)
- Illuminerade figurer till skandinavisk fauna (1832–1840)
- Prodromus ichthyologiae (1832)
- Skandinaviska Nordens urinvånare (2. Auflage 1862–1866)
- Die Ureinwohner des skandinavischen Nordens (1863–1868)